# Caripunas do Amapá

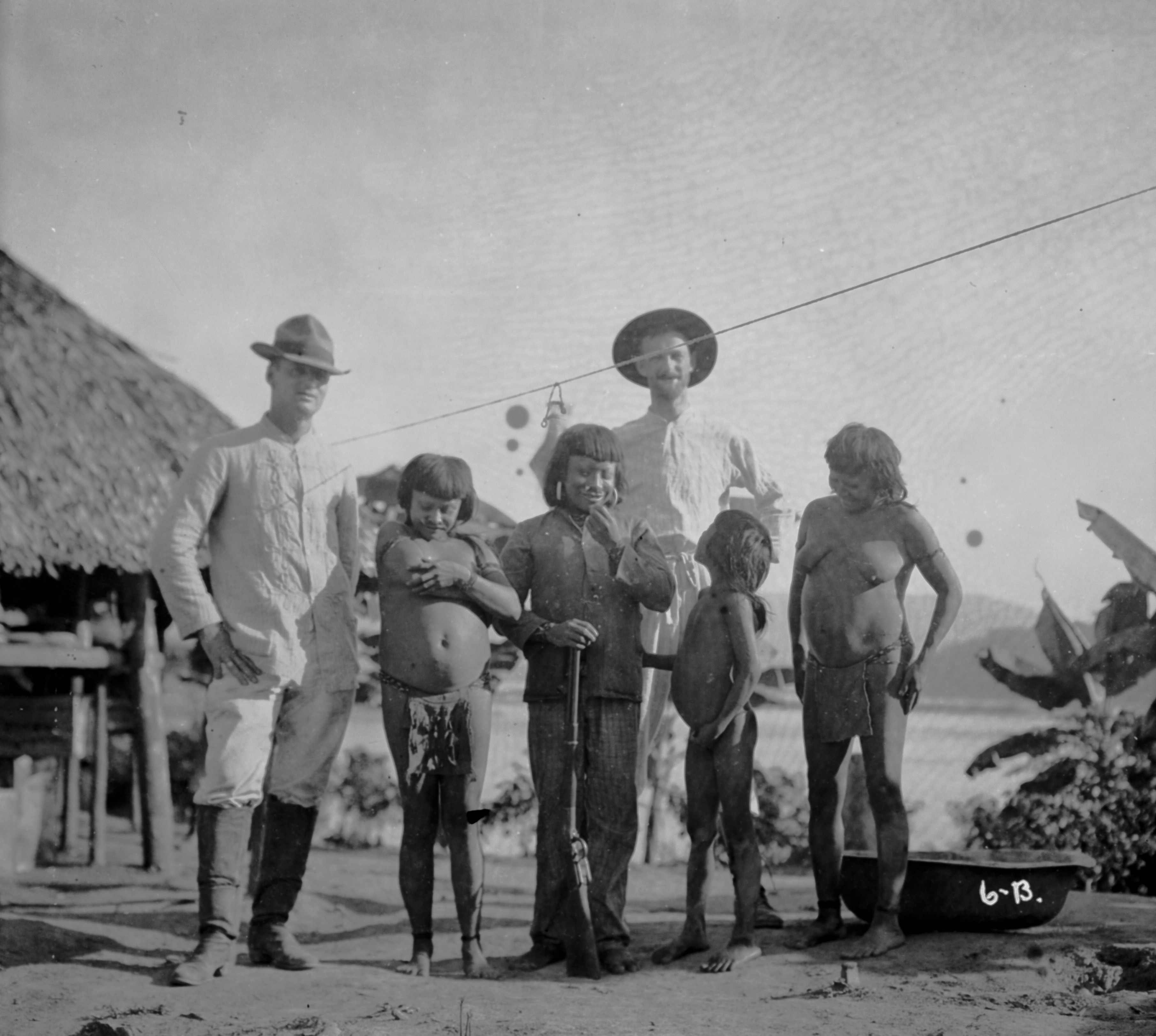
Trabalhadores norte-americanos durante a construção da Estrada de Ferro Madeira-Mamoré, com Índios da Tribo Caripuna (início do século XX).

Os Karipunas do Amapá são um grupo indígena que habita o Norte do estado brasileiro do Amapá, mais precisamente nas Áreas Indígenas Galibi, Uaçá I e II, e Juminá. As línguas faladas pelo grupo são o português e o patois.

A origem histórica dos Caripuna ou Karipuna remete a quatro principais processos migratórios. O registro mais antigo é o da migração do povo Yao para a foz do Rio Oiapoque, ao se refugiar dos avanços militares espanhóis sobre a ilha de Trinidad em inícios do século XVI. Já no século XIX, três outros grupos se deslocam para a região: grupos Tupis, escapando dos conflitos da Cabanagem (1835-1840); mineradores de origem santa-lucense, árabe, chinesa, brasileira e guianense, que chegam com as notícias de ouro datadas de 1854; além de ex-escravos de origem africana que, ao longo desse século, conseguiram escapar do trabalho forçado.

## Galeria
Tribo Caripuna - Acervo do Museu Paulista da USP

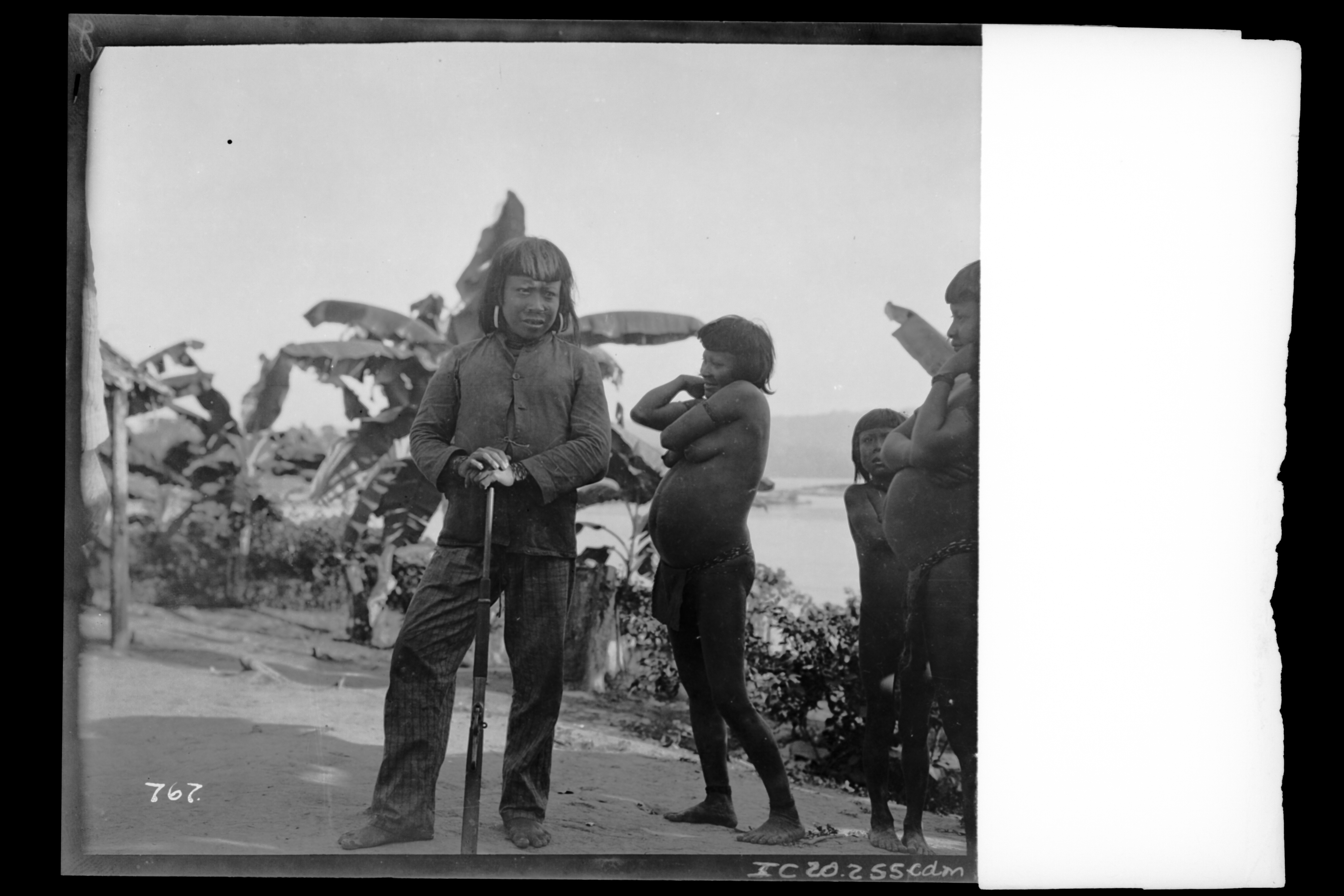
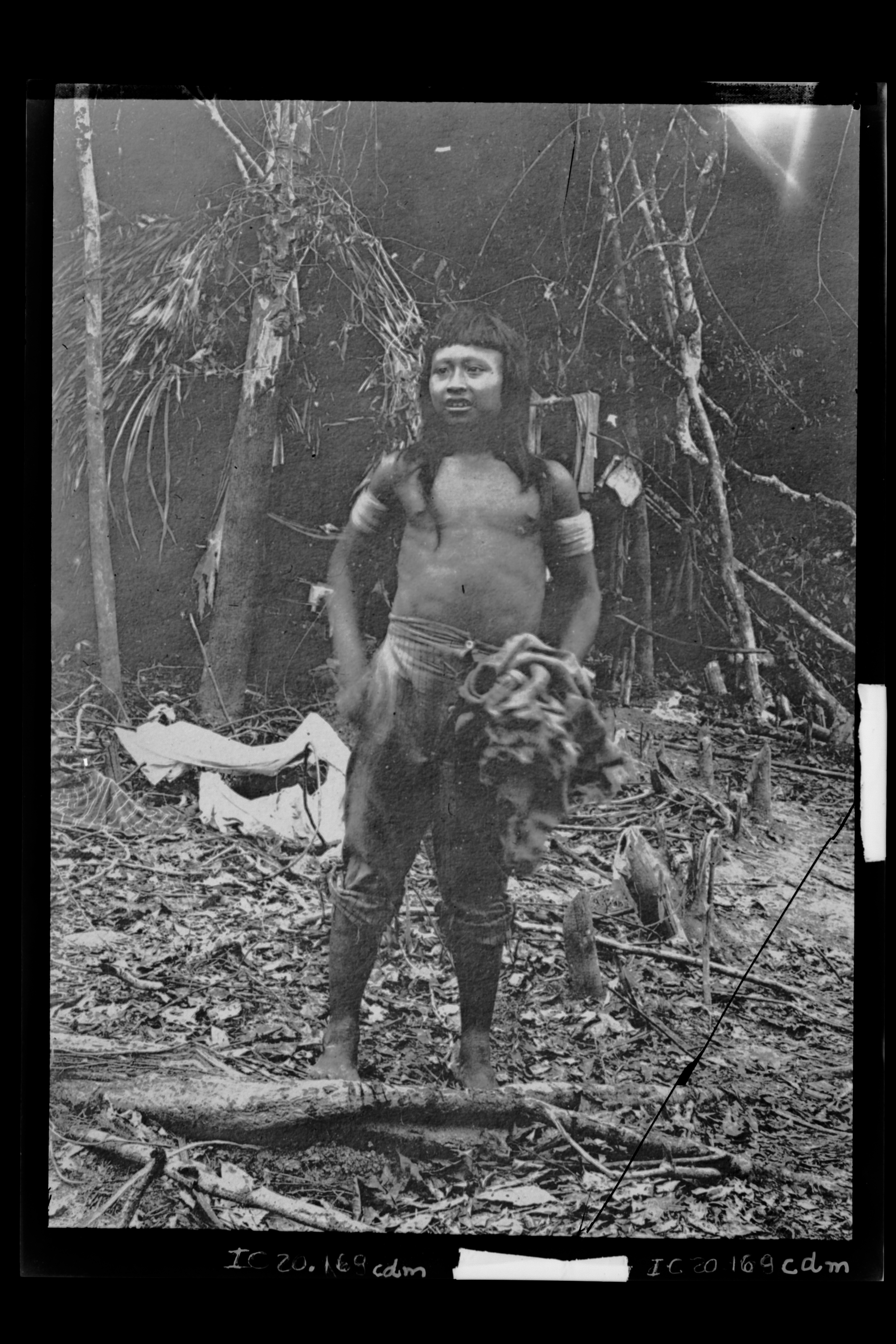
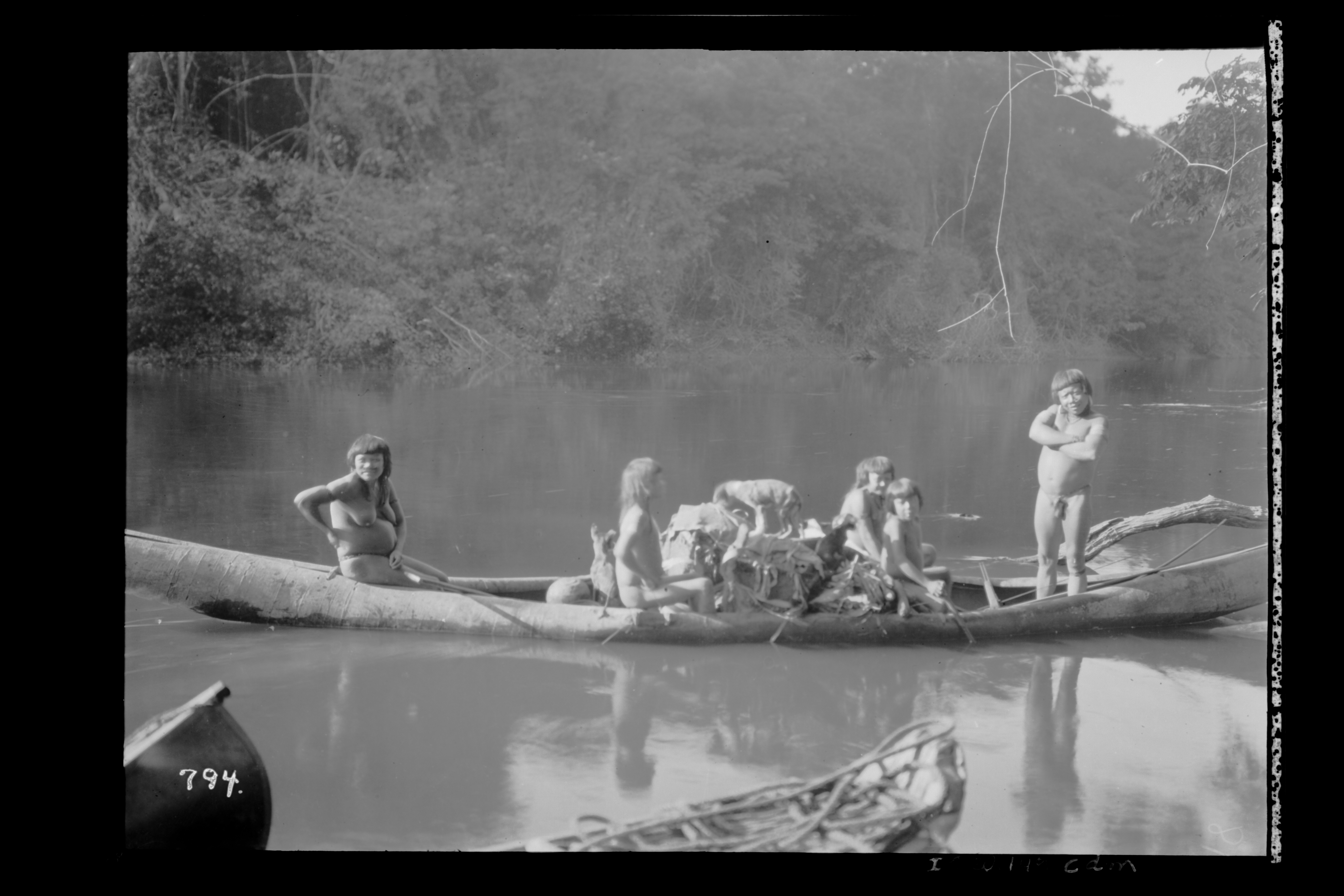
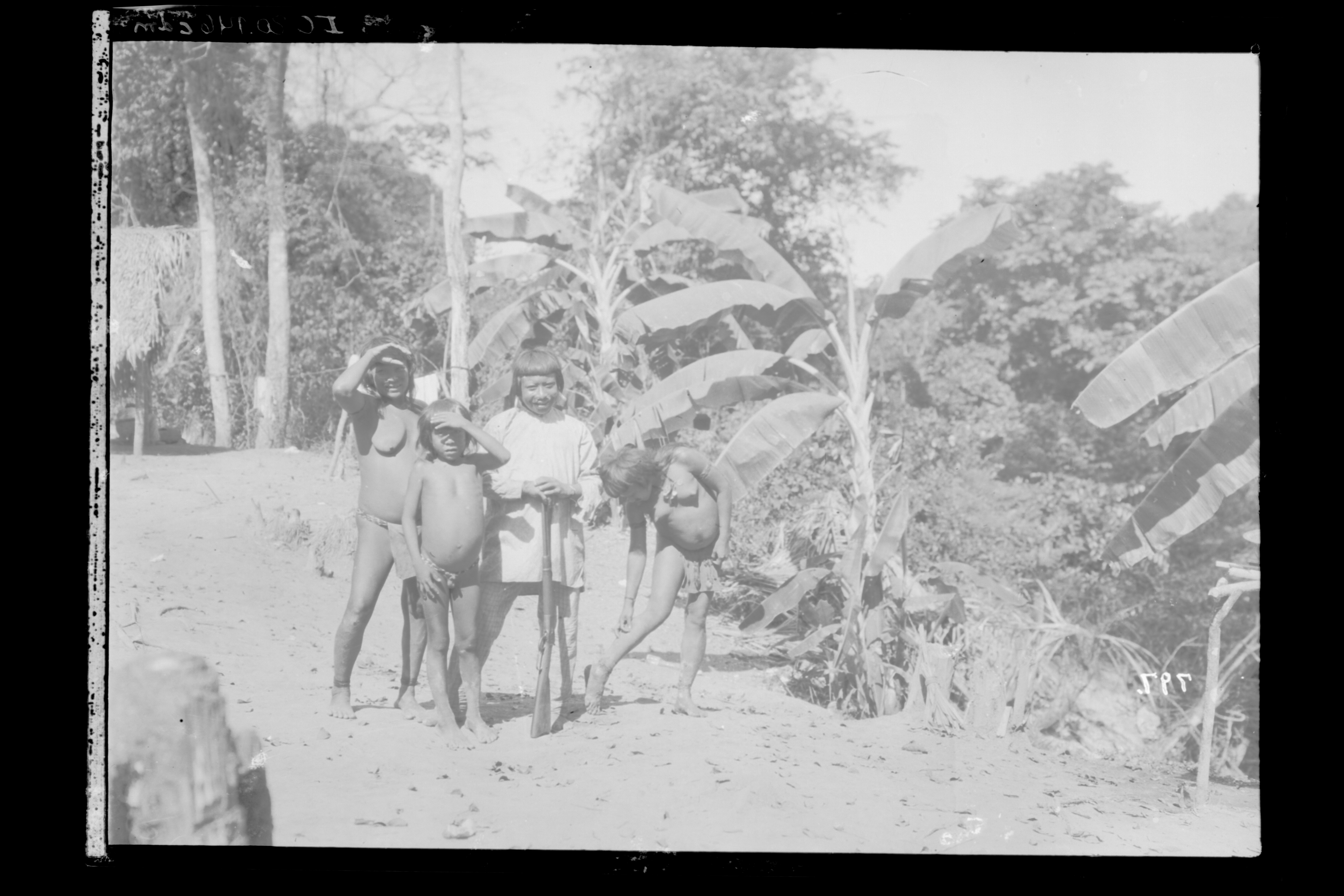
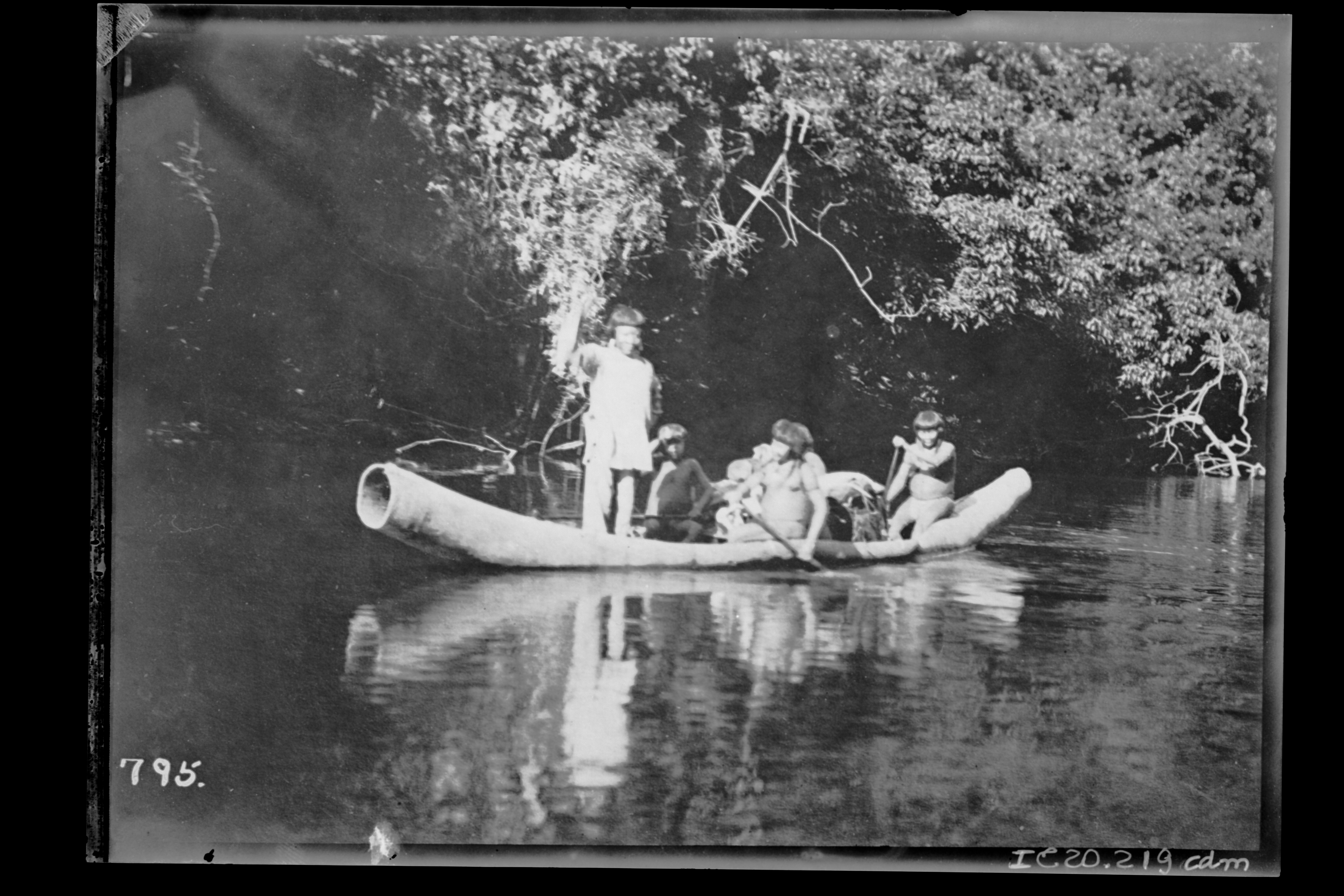
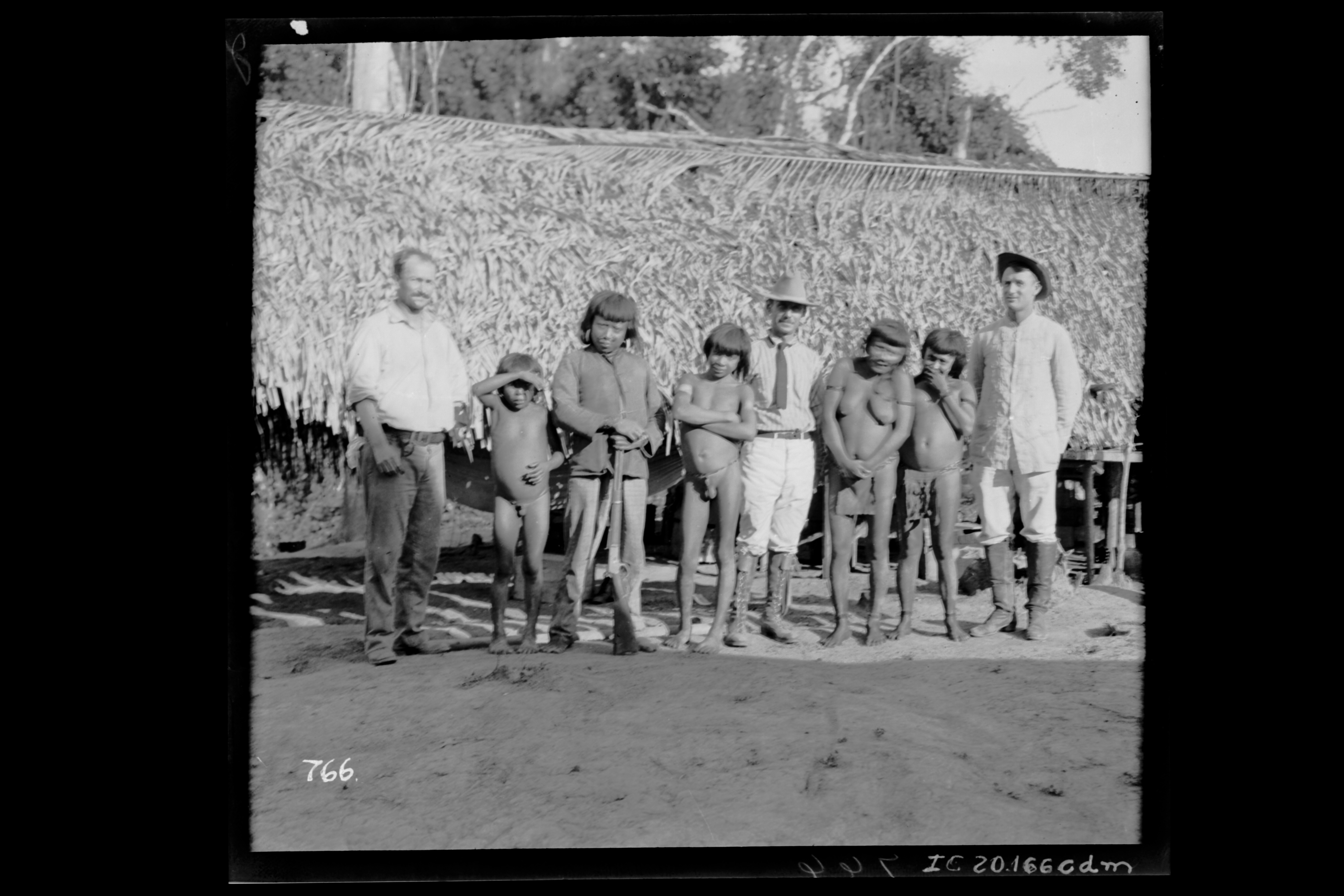

## Ligações Externas
- Acervo Etnográfico Museu do Índio - Karipuna